# II edició dels Premis MiM
La 2a cerimònia de lliurament dels Premis MiM Series, coneguts com a Premis MiM 2014, va tenir lloc a l'Hotel EM - Reina Victoria de Madrid el 1 de desembre de 2014. La presentadora de la gala, va ser l'actriu Cristina Castaño.

## Preparació

### Jurat
El jurat va estar compost pel director de cinema, guionista i productor, Emilio Martínez-Lázaro; el director de cinema, novel·lista i guionista, Agustín Díaz Yanes, l'actor, Javier Pereira, el productor de cinema Gonzalo Salazar-Simpson i la periodista experta en sèries: Laia Portaceli.

## Nominats i guanyadors
Els nominats finalistes es van donar a conèixer el 20 de novembre del 2014.

### Categories Generals
| Millor DAMA a la millor sèrie dramàtica                                                                                                  | Millor DAMA a la millor sèrie de comèdia |
| --- | --- |
| - El Príncipe ‡ - Sin identidad - Águila Roja - Velvet                                                                                   | - La que se avecina - Con el culo al aire - Vive cantando - Chiringuito de Pepe                                                                 |
| Premi DAMA a la millor minisèrie o tv-movie                                                                                              | Premi MIM a la millor direcció |
| - El tiempo entre costuras ‡ - Niños Robados - Vicente Ferrer                                                                            | - El tiempo entre costuras ‡ - Águila Roja - La que se avecina - Velvet                                                                         |
| Premi Millor interpretació femenina | Premi Millor interpretació masculina |
| - Adriana Ugarte per El tiempo entre costuras ‡ - Inma Cuesta per Águila Roja - Hiba Abouk per El Príncipe - Paula Echevarría per Velvet | - Javier Gutiérrez per Águila Roja ‡ - Álex González per El Príncipe - Santi Millán per Chiringuito de Pepe - Miguel Ángel Silvestre per Velvet |
| Premi Millor Creació | |
| - Velvet ‡ - Águila Roja - El Príncipe - La que se avecina                                                                               | |

### Categories Específiques
- PREMI ESPECIAL a la Contribució Artística en la Ficció Televisiva: Blanca Portillo
- PREMI NOU TALENT: N/A

## Múltiples nominacions i premis

### Drama
| Sèrie                    | Nominacions |
| ------------------------ | ----------- |
| Águila Roja              | 5           |
| Velvet                   | 5           |
| El príncipe              | 4           |
| El tiempo entre costuras | 3           |

| Sèrie                    | Premis |
| ------------------------ | ------ |
| El tiempo entre costuras | 3      |

### Comèdia
| Sèrie               | Nominacions |
| ------------------- | ----------- |
| La que se avecina   | 3           |
| Chiringuito de Pepe | 2           |